# قانون ازدراء الأديان

لا قوانين ازدراء أديان
قوانين ازدراء الأديان ملغاة
قيود ليست على مستوى الدولة
قيود وغرامات مالية
عقاب بالسجن
عقاب بالقتل

قانون التجديف هو قانون يحظر التجديف (ازدراء الأديان)، وهو فعل إهانة أو إظهار الازدراء أو عدم احترام الإله أو الأشياء المقدسة، أو أي شيء يعتبر مقدسًا أو ذا حرمة. وفقًا لمركز بيو للأبحاث، تملك نحو ربع دول العالم وأقاليمه (26%) قوانين أو سياسات ضد التجديف اعتبارًا من عام 2014.
تُستخدم قوانين التجديف بشكل شائع في جميع أنحاء العالم لاضطهاد أفراد بسبب معتقداتهم وأنشطتهم التي لا تتوافق مع رأي الأغلبية حول المواضيع الدينية والحساسة، وقمع نقد الدين. مع ذلك، هناك فرق بين النقد والتجديف. قد يندرج النقد تحت حرية الكلام أو التعبير –إذ يمكن للناس أن ينتقدوا دينًا على أساس المنطق والإدراك والعقلانية دون استخدام كلمات مسيئة للإيمان، أما التجديف، فهو تشويه سمعة الدين بالقول أو الفعل. تعرض المجدفون لإدانات متكررة من قبل منظمات حقوق الإنسان وقرارات مجلس حقوق الإنسان التابع للأمم المتحدة. في بعض أنحاء العالم، لم تُشمل قوانين التجديف ضمن سجل القوانين الأساسي لسنوات عديدة، ولكن، سعت حملة دولية منسقة منذ عام 2015 إلى إلغاء هذه القوانين على أمل جذب الانتباه نحو طريقة استخدام هذه القوانين حول العالم لاضطهاد الأقليات الدينية والسياسية. تبرر بعض الدول قوانين التجديف على أنها «تحمي» المعتقدات الدينية للأغلبية، بينما في بلدان أخرى، يُعتقد أنها توفر الحماية للمعتقدات الدينية للأقليات.
بالإضافة إلى الحظر المفروض على التجديف أو السب وازدراء الأديان، تشمل قوانين التجديف جميع القوانين التي تمنح الإنصاف لمن يتعرضون للإهانة بسبب دينهم. قد تحظر قوانين التجديف هذه: الطعن بالأديان والجماعات الدينية، أو التشهير بالأديان وممارسيها، أو اغتياب الدين وأتباعه، أو الإساءة إلى المشاعر الدينية، أو ازدراء الدين. لا تجرّم بعض قوانين التجديف، مثل تلك التي وُجدت سابقًا في الدنمارك، «الكلام الذي يعبر عن النقد»، بل بالأحرى «تعاقب الكلام المهين».
يناقش خبراء حقوق الإنسان القوانين التي تميز بين حماية حريات الأفراد والقوانين التي تقيد حرية التعبير على نطاق واسع. تُلزم المادة 20 من العهد الدولي الخاص بالحقوق المدنية والسياسية البلدان باعتماد تدابير تشريعية ضد «أي دعوة إلى الكراهية القومية العرقية أو الدينية تشكل تحريضًا على التمييز أو العداء أو العنف». مع ذلك، يذكرون أيضًا أنه يجب تقييد هذه الحماية، فهم لا يدعمون فكرة حظر التجديف في حد ذاته.

## حسب البلد

### الدول المسيحية تاريخيًا
في عدد من الدول التي بها أغلبية مسيحية حاليًا أو سابقًا، قد تجرم قوانين التجديف الخطاب المسيء أو البذيء عن المسيحية أو الأديان الأخرى وأتباعها، باعتبار هذه الجرائم «تميل إلى انتهاك السلام».

#### أستراليا
ظهرت أستراليا كمستعمرة بريطانية في ثمانينيات القرن الثامن عشر، فتبعت القانون العام الإنجليزي، بما في ذلك قانون الكفر 1697. كانت القوانين الاستعمارية الأولى هي قانون التجديف والتشهير التحريضي لعام 1827 لنيوساوث ويلز (ألغي في عام 1898)، والتشريع الذي سنه الحاكم آرثر فيليب في أرض فان ديمن في نفس العام الذي نُظمت فيها الطباعة والنشر وحُظر «التجديف والتشهير التحريضي» كجزء من قانون الحفاظ على النظام العام.

#### النمسا
في النمسا، يوجد قسم من قانون العقوبات يتعلق بالتجديف:
- المادة 188: تشويه صورة التعاليم الدينية

#### البرازيل
تنص المادة 208 من القانون الجنائي على أن «التشهير العلني بفعل أو شيء متعلق بالعبادة الدينية» جريمة يعاقب عليها بالسجن من شهر إلى عام، أو بدفع غرامة مالية.

#### الدنمارك
في الدنمارك، كانت الفقرة 140 من قانون العقوبات حول التجديف. منذ عام 1866، أدى هذا القانون إلى إدانتين فقط، في عام 1938 وعام 1946. وجهت تهمة أخرى إلى المحكمة في عام 1971، لكنها انتهت بالتبرئة. في عام 2017، اتُهم رجل بالتجديف لنشره مقطع فيديو لنفسه وهو يحرق القرآن على وسائل التواصل الاجتماعي تحت شعار نعم للحرية - لا للإسلام. في عام 2012، أشارت دراسة استقصائية إلى أن 66% من سكان الدنمارك ما زالوا يؤيدون قانون التجديف، الذي يجعل «الاستهزاء بالأديان والعقائد في الدنمارك» غير شرعي. قبل عام 2017، اقترح أعضاء البرلمان إلغاء بند التجديف عدة مرات، لكنهم فشلوا في الفوز بأغلبية الأصوات. أُلغي القانون في 2 يونيو قبل عدة أيام من موعد محاكمة عام 2017. رغم أن الإهانات العلنية للدين لم تعد محظورة، لكن الكلام والأفعال التي تهدد أو تحط من شأن مجموعات معينة من الأفراد بسبب معتقداتهم الدينية ما تزال خاضعة للعقاب وفقًا للمادة 266 (ب) من القانون الجنائي.

#### فنلندا
في فنلندا، تتعلق المادة 10 من الفصل 17 من القانون الجنائي بالتجديف. يقع البند تحت عنوان «انتهاك حرمة الدين»، لكن نص القانون يذكر بشكل صريح «التجديف العلني على الله». أجريت محاولات فاشلة لإلغاء هذا البند في الأعوام 1914 و1917 و1965 و1970 و1998.

#### بولندا
رغم أن القانون الجنائي في بولندا لا يشير إلى قانون التجديف بشكل مباشر، ينص على أن «كل من يسيء إلى المشاعر الدينية لغيره من الأفراد عبر إهانة أشياء تابعة لطائفة دينية أو أمكنة إقامة الاحتفالات الدينية العامة، يخضع لغرامة وتقييد الحرية أو فقدانها بشكل تام لمدة تصل إلى سنتين». استُخدمت هذه المادة من القانون الجنائي من قبل سياسيين ونشطاء مؤيدين للكنيسة في مناسبات عديدة، كلما شعروا أن مشاعرهم الدينية قد تعرضت للإهانة بأي شكل من الأشكال. يؤكد معارضو المادة أنه بسبب غموضها، يُساء استخدامها عن طريق تقييد حرية التعبير ومنع أي نوع من النقاش حول الجرائم الجنسية للكنيسة وتأثير الكنيسة على نطاق واسع على الحياة الاجتماعية والجنسية والسياسية في بولندا.

#### المملكة المتحدة
تتكون المملكة المتحدة من أربعة أجزاء متميزة والعديد من السلطات القضائية. في مسائل العدالة الجنائية، تشمل هذه الولايات القضائية هي وويلز وإسكتلندا وأيرلندا الشمالية. اُلغيت قوانين التجديف التي يعود تاريخها إلى العصور الوسطى في إنجلترا وويلز عام 2008 وفي إسكتلندا عام 2021. ما تزال القوانين المماثلة موجودة في أيرلندا الشمالية ولكنها لم تُستخدم منذ سنوات عديدة.
تم الدفاع عن قوانين التجديف الإنجليزية تاريخيًا لالأسباب التالية: «يعد قانون [التجديف] ضروريًا لدعم القانون الوطني، الذي يقوم على المسيحية. لذلك، يعد استهداف المسيحية بمثابة استهداف أساس إنجلترا».

#### الولايات المتحدة
قد تشمل محاكمة التجديف في الولايات المتحدة انتهاكًا لدستور الولايات المتحدة، ولا توجد قوانين خاصة بالتجديف على المستوى الفيدرالي. ينص التعديل الأول لدستور الولايات المتحدة (المعتمد عام 1791) على ما يلي:
لا يجوز للكونغرس أن يضع أي قانون يحترم إنشاء ديانة أو يحظر ممارستها بحرية؛ أو يقيد حرية التعبير أو حرية الصحافة ...
قبل استقلالها عن الإمبراطورية البريطانية في أواخر القرن الثامن عشر، كانت بعض المستعمرات البريطانية في أمريكا الشمالية مثل مقاطعة خليج ماساتشوستس تملك قوانين للتجديف. وضع التعديل الأول لعام 1791 حدًا فعليًا لهذه القوانين في الجمهورية الأمريكية الجديدة.

### الدول ذات الأغلبية المسلمة
في عدد من البلدان حيث الإسلام هو دين الدولة أو حيث يشكل المسلمون أغلبية، أثرت القيم والمواقف المستمدة من الإسلام على قوانين الرقابة التي تجرم التجديف، والتي غالبًا ما تترافق مع عقوبات شديدة. يُعرَّف التجديف في الإسلام على نطاق واسع على أنه كلام أو فعل إلحادي تجاه الله أو محمد أو أي شيء يعتبر مقدسًا في الإسلام. يحذر الكتاب المقدس الإسلامي، أي القرآن، من الكفر، لكنه لا يحدد العقوبة. يشير الحديث النبوي، وهو مصدر آخر للشريعة، إلى عقوبات مختلفة للتجديف، بما في ذلك الموت.